# باول ديفيس (لاعب كرة قدم جامايكي)
باول ديفيس (بالإنجليزية: Paul Davis)‏ (13 يوليو 1962 - ) هو مدرب كرة قدم ولاعب كرة قدم جامايكي في مركز الهجوم. شارك مع منتخب جامايكا لكرة القدم. أما مع النوادي، فقد لعب مع بيتار القدس ومكابي نتانيا وأرنيت جاردنز ومونتيغو باي يونايتد ‏.

## وصلات خارجية
- باول ديفيس على موقع الاتحاد الدولي (مؤرشف)  (الإنجليزية)
- باول ديفيس على موقع قاعدة بيانات كرة القدم.إي يو (الإنجليزية)
- باول ديفيس على موقع ناشيونال فوتبول تيمز (الإنجليزية)